# Ministerstwo Bezpieczeństwa Publicznego
Das Ministerstwo Bezpieczeństwa Publicznego (Ministerium für Öffentliche Sicherheit, MBP) war das Organ für Nachrichtendienst und Gegenspionage der polnischen Geheimpolizei von 1945 bis 1954. Es war auch unter dem Namen Urząd Bezpieczeństwa oder UB bekannt.

## Geschichte

Das PKWN-Manifest vom 22. Juli 1944

Im Juli 1944 wurde in Moskau eine polnische Schattenregierung unter der Bezeichnung Polski Komitet Wyzwolenia Narodowego („Polnisches Komitee der Nationalen Befreiung“, PKWN) eingerichtet. In der Struktur des PKWN gab es dreizehn Abteilungen (Resorty). Eine von ihnen war die Abteilung für Öffentliche Sicherheit (Resort Bezpieczeństwa Publicznego, RBP), die lange Zeit vom polnischen Kommunisten Stanisław Radkiewicz angeführt wurde. Am 31. Dezember 1944 schlossen sich mehrere Mitglieder der polnischen Exilregierung, darunter Stanisław Mikołajczyk, dem PKWN an, das daraufhin in die „Interimsregierung der Republik Polen“ (Rząd Tymczasowy Republiki Polskiej, RTRP) transformierte. Alle Abteilungen wurden in Ministerien umbenannt. Aus der Abteilung für Öffentliche Sicherheit wurde das Ministerstwo Bezpieczeństwa Publicznego („Ministerium für Öffentliche Sicherheit“, MBP).

## Aufgaben und Zahlen des MBP
Von Ende der 1940er Jahre bis 1954 war das MBP neben dem Verteidigungsministerium eine der größten und mächtigsten Behörden im kommunistischen Polen der Nachkriegszeit. Das MBP war verantwortlich für in- und ausländischen Nachrichtendienst, Spionageabwehr, gegenstaatliche Aktivitäten im In- und Ausland, Schutz und geheime Kommunikation der Regierung, zivile Kommunikation, Überwachung örtlicher Regierungen, Polizei (Milicja Obywatelska), Justiz, Feuerwehr, Grenzen und innere Bewachung.
Im Juli 1947 übernahm das MBP die Kontrolle über den militärischen Nachrichtendienst, die zweite Abteilung des Generalstabs der Polnischen Volksarmee, der mit dem zivilen Nachrichtendienst zur Abteilung VII des Ministeriums für Öffentliche Sicherheit vereinigt wurde. Im Juni 1950 übernahm das Verteidigungsministerium wieder die Kontrolle.
In den 1950er Jahren umfasste das MBP 32.000 Mitglieder und kontrollierte außerdem 41.000 Soldaten und Beamte des Internen Sicherheitskorps (Korpus Bezpieczeństwa Wewnętrznego, KBW), 57.000 Beamte der Bürgermiliz (Milicja Obywatelska, MO), 32.000 Beamte und Soldaten des Grenzschutzes (Wojska Ochrony Pogranicza, WOP), 10.000 Gefängniswärter (Straż Więzienna, SW) sowie 125.000 Mitglieder der Freiwilligen Reserve der Bürgermiliz (Ochotnicza Rezerwa Milicji Obywatelskiej, ORMO).

## Organisation

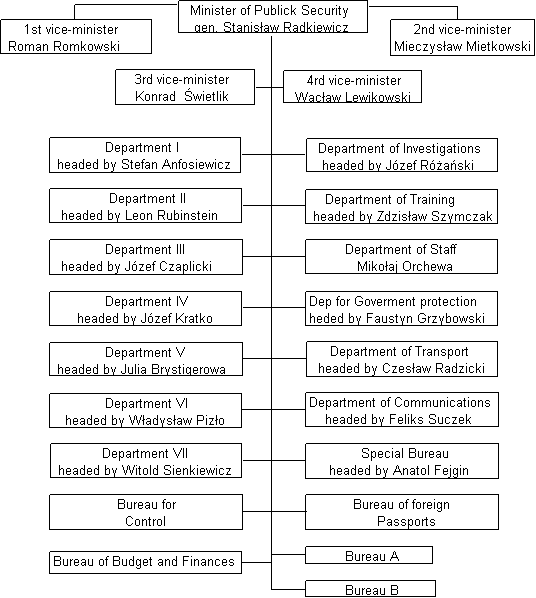
Organisation des MBP im Jahr 1953

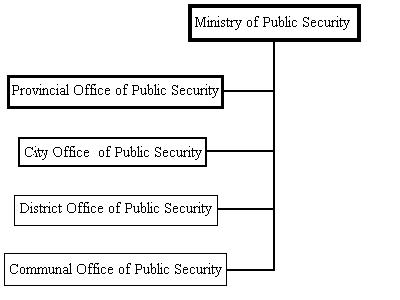
Regionale Organisationsstruktur MBP

Seit Januar 1945 wurde die Organisationsstruktur des MBP angesichts der Erweiterungen ständig geändert. Es wurde in Abteilungen eingeteilt, die wiederum aus Sektionen bestanden und mit verschiedenen Aufgaben betraut wurden.
Im Januar 1945, kurz nach der Gründung, war die Abteilung I die größte und wichtigste des MBP, unter der Führung von Roman Romkowski (* 1907, wirklicher Name: Natan Grinszpan-Kikiel), zuständig für Gegenspionage und gegenstaatliche Aktivitäten. Die einzelnen Sektionen hatten folgende Aufgaben:
1. Bekämpfung deutscher Spionage und nationalsozialistischer Untergrundaktivitäten in Polen
2. Bekämpfung reaktionärer Untergrundorganisationen
3. Bekämpfung politischen Banditentums
4. Schutz der nationalen Wirtschaft
5. Schutz legaler politischer Parteien vor Unterwanderung aus dem Untergrund
6. Gefängnisse
7. Observierung
8. Nachforschung

Aus der existierenden Struktur der Abteilung II entstanden am 6. September 1945 die neuen Abteilungen IV, V und VI unter der Führung von Aleksander Wolski-Dyszko, Julia Brystygier und Teodor Duda. Im Juli 1946 gab es die nächsten Veränderungen. Das MBP wurde in acht Abteilungen aufgeteilt, von denen fünf mit operativen Aufgaben beschäftigt waren.
1. Gegenspionage
2. Technische Operationen und Technologie
3. Bekämpfung des Widerstands im Untergrund
4. Schutz der Wirtschaft
5. Gegenmaßnahmen bei feindlichen Provokationen und Beeinflussung der Kirchen

Im Juli 1947 wurde der unter MBP-Kontrolle befindliche militärische Nachrichtendienst zur Abteilung VII. Im Juni des folgenden Jahres wurde das spezielle Geheimbüro für Gegenspionage eingerichtet. Darauf folgte das Spezialbüro, das die Angestellten und den Stab des MBP kontrollierte. 1951 wurde das Spezialbüro zur Abteilung X, deren Aufgabe in der Untersuchung hoher Mitglieder der polnischen kommunistischen Partei und der Regierung sowie deren Freunde bestand.
1951 war das MBP folgendermaßen organisiert:
- Minister für Öffentliche Sicherheit: Stanisław Radkiewicz
- erster Vizeminister: Roman Romkowski
- zweiter Vizeminister: Mieczysław Mietkowski
- dritter Vizeminister: Konrad Świetlik
- vierter Vizeminister: Wacław Lewikowski
- Abteilung I (Gegenspionage): Stefan Antosiewicz
- Abteilung II (Operative Technologie und Aufzeichnungen): Leon Rubinstein
- Abteilung III (Bekämpfung von Banditen): Józef Czaplicki
- Abteilung IV (Schutz der Wirtschaft): Józef Kratko
- Abteilung V (Religiöse, politische und soziale Organisationen): Julia Brystiger
- Abteilung VI (Gefängnisse): Władysław Pisło
- Abteilung VII (Nachrichtendienst): Witold Sieniewicz
- Abteilung für Nachforschungen: Józef Różański
- Abteilung für Ausbildung: Zdzisław Szymaczak
- Abteilung für Stab: Mikołaj Orechwa
- Abteilung zum Schutz der Regierung: Faustyn Grzybowski
- Abteilung für Transport: Czesław Radzicki
- Abteilung für Kommunikation: Feliks Suczek
- Spezialbüro: Anatol Fejgin
- Büro für Kontrolle
- Büro für ausländische Pässe
- Büro für Haushalt und Finanzen
- Büro A (Observierung verdächtiger Elemente)
- Büro B (Zentrales Archiv)

## Regionale Organisationsstruktur
Das MBP hatte Büros in ganz Polen. Es gab mindestens ein Büro in jeder Woiwodschaft, das als Wojewódzki Urząd Bezpieczeństwa Publicznego („Woiwodschaftsamt für öffentliche Sicherheit“, WUBP) bezeichnet wurde. Jedes WUBP besaß 308 Beamte und Angestellte. Außerdem gab es das Miejski Urząd Bezpieczeństwa Publicznego („Stadtamt für öffentliche Sicherheit“, MUBP) mit 148 Mitarbeitern und das Powiatowy Urząd Bezpieczeństwa Publicznego („Kreisamt für öffentliche Sicherheit“, PUBP) mit 51 Leuten sowie das Gminny Urząd Bezpieczeństwa Publicznego („Gemeindeamt für öffentliche Sicherheit“, GUBP) im örtlichen Bezirk der Milicja (MO) mit drei Sicherheitsbeamten.
1953 gab es 17 WUBP und zwei Stadtbüros unter dem Gesetz der WUBP, 268 PUBP und zwei Stadtbüros unter deren Gesetz. Alle zusammen beschäftigten 33.200 ständige Beamte, 7.500 davon im Warschauer Hauptquartier. Nach Angaben von Professor Andrzej Paczkowski kam auf 800 Bürger ein MBP-Beamter. In der 45-jährigen Geschichte der Volksrepublik Polen gab es noch nie so zahlreiche zivile Spezialeinheiten.

## Sowjetische Kontrolle und politische Unterdrückung
Die politische und militärische Abhängigkeit der Volksrepublik Polen von der Sowjetunion, die nach dem Krieg in allen Lebensbereichen sichtbar war, hatte bedeutende Auswirkungen auf das Kommando und die administrative Struktur der Armee und die Organe der Spezialeinheiten für Nachrichtendienst, Gegenspionage und die innere Sicherheit, sowohl zivil (MBP) als auch militärisch (Główny Zarząd Informacji, Hauptverwaltung für Information der Polnischen Armee).
Die Kontrolle dieser Spezialeinheiten war neben der Armee die wichtigste Garantie für die Stabilität des neuen kommunistischen Systems der Nachkriegszeit in Polen und anderen Ländern, wie in der Tschechoslowakei, die am Ende des Zweiten Weltkrieges von den Alliierten USA und Großbritannien unter sowjetischen Einfluss gegeben wurden. Moskau agierte durch sogenannte Ratgeber. Es gab erfahrene sowjetische Nachrichtendienst- und Gegenspionage-Beamte aus Diensten wie NKGB, NKWD, GRU und SMERSCH sowie in späteren Jahren MGB, MWD und KGB. Der erste sowjetische Ratgeber des MBP war Generalmajor Iwan Serow, ein erfahrener Beamter der sowjetischen Sicherheitsdienste. 1939 übernahm er die Position des (stellvertretenden) Kommandanten der sowjetischen Militsiya in der Struktur des NKWD. Als Nächstes wurde er zum Chef der Geheimen Politischen Abteilung (SPO) des GUGB/NKWD ernannt, ehe er Volkskommissar für innere Angelegenheiten der Ukrainischen SSR wurde. Von 1941 bis 1945 war er der erste stellvertretende Volkskommissar der Staatssicherheit und später stellvertretender Volkskommissar für interne Angelegenheiten der Sowjetunion. Als er im März 1945 Hauptratgeber des MBP wurde, hatte er als General Iwanow die Festnahme von 16 Anführern des polnischen Untergrundsstaates durchgeführt.
Hauptratgeber des MBP 1945–1954
- 1945 Iwan Serow
- 1945–1946 Nikolai Sielwanowski
- 1946–1950 Semion Dawydow
- 1950–1953 Michail Besborodow
- 1953 Nikolai Kowaltschuk
- 1953–1954 Serafim Lialin

Das MBP war und ist sehr berühmt für seine Rolle, die es bei Unterdrückung des eigenen Volkes spielte. Es war entscheidend am Prozess der Sechzehn beteiligt. Für den jungen polnischen Sicherheitsapparat, der von den sowjetischen Ratgebern aufgebaut und überwacht wurde, war die wichtigste Aufgabe, in die Strukturen der Polnischen Heimatarmee einzudringen und sie zu zerstören. Deren Struktur wurde während der deutschen Besetzung Polens von sowjetischen NKGB- und NKWD-Agenten mit Hilfe kommunistischer Mitglieder der polnischen Volkswache (Gwardia Ludowa, später Armia Ludowa) aufgedeckt. Nach dem Einmarsch der Roten Armee auf polnischem Territorium kannten die sowjetischen Spezialeinheiten also bereits die Mitglieder des polnischen Untergrunds und mussten sie nur noch festnehmen, was dann mit Hilfe polnischer Spezialeinheiten geschah, wie dem MBP oder dem militärischen Główny Zarząd Informacji (Hauptverwaltung für Information).

## Flucht des MBP-Oberstleutnant Józef Światło
Im November 1953 befahl der polnische Präsident Bolesław Bierut über den kommunistischen Politiker Jakub Berman (Mitglied des PZPR-Politbüros) dem MBP-Oberstleutnant Józef Światło (stellvertretender Vorsitzender der Abteilung X), zusammen mit dem Abteilungsleiter Anatol Fejgin nach Ost-Berlin zu fahren, um dort mit dem späteren Stasi-Chef Erich Mielke über Hilfe bei der Ermordung von Wanda Brońska zu sprechen. Am nächsten Tag, 5. Dezember 1953, setzte sich Światło nach West-Berlin ab und ging zur US-Militärbasis. Einen Tag später brachten ihn amerikanische Soldaten zur Rhein-Main Air Base nahe Frankfurt am Main. Am 23. Dezember flog eine Sondermaschine mit Światło an Bord nach Washington, D.C., wo er ein neues Leben begann.
Da die CIA und Radio Free Europe in den USA und Europa umfangreich über Światłos Flucht berichteten, lösten sie bei der polnischen Regierung eine Krise aus. Światło teilte umfangreiche Informationen mit. In den folgenden Monaten berichtete die Presse viel über Massenverhaftungen, Folterung von Gefangenen bei Befragungen sowie Hinrichtungen in Polen. Światło hatte auf Befehl der PZPR Beweise gegen Władysław Gomułka gefälscht und ihn persönlich festgenommen. Er brachte auch den späteren Verteidigungsminister Marian Spychalski, damals hochdekorierter Militär und im Zweiten Weltkrieg Kommandant der Gwardia Ludowa, vor Gericht.

## Neuorganisation 1954
Światłos Flucht und der Hass der Bevölkerung auf das MBP zwangen die polnische Regierung unter Präsident Bolesław Bierut zu Veränderungen bei den Organen der inneren Sicherheit. Am 10. Dezember 1954 wurde das MBP durch einen Akt des polnischen Staatsrats und des Ministerrats aufgelöst und durch zwei separate Einrichtungen ersetzt: das Komitee für Öffentliche Sicherheit (Komitet do Spraw Bezpieczeństwa Publicznego, KdSBP) unter der Führung von Władysław Dworakowski und das Ministerium für innere Angelegenheiten (Ministerstwo Spraw Wewnętrznych, MSW) mit Minister Władysław Wicha. Das Komitee war für den Nachrichtendienst, Gegenspionage, den Schutz der Regierung und die Geheimpolizei zuständig. Vom 3. September 1955 bis 28. November 1956 war außerdem das Główny Zarząd Informacji Wojska Polskiego unter der Kontrolle des Komitees. Das Ministerium war zuständig für die Überwachung der lokalen Verwaltung, die Milicja, Strafanstalten und Feuerwehr sowie Grenzen und innere Wachen.
Aus der Umstrukturierung des MBP entstanden 1956 Geheimdienst und Geheimpolizei Służba Bezpieczeństwa (poln. für Sicherheitsdienst), der u. a. durch die Ermordung des römisch-katholischen Priesters Jerzy Popiełuszko im Jahre 1984 bekannt wurde.

## Bekannte MBP-Mitarbeiter
- Julia Brystygier (Deckname: Blutige Luna, * 25. November 1902, Oberst des MBP und Chef der Abteilung V)
- Jakub Berman
- Józef Czaplicki
- Anatol Fejgin
- Adam Humer
- Julian Konar
- Grzegorz Korczyński (* 17. Juni 1915, polnischer kommunistischer Armee-General, später MBP-Beamter (1956), Leiter des militärischen Nachrichtendienstes, war an den politischen Unruhen in Polen 1968 beteiligt und kommandierte die Truppen der polnischen Volksarmee während des Arbeiteraufstands 1970, der mit dem Tod vieler Arbeiter endete)
- Mieczysław Mietkowski (polnischer General und Mitglied der PZPR, kämpfte von 1936 bis 1939 im Spanischen Bürgerkrieg, wurde später Agent der NKWD und nach dem Krieg Vizeminister des MBP)
- Salomon Morel
- Henryk Palka
- Lola Potok
- Marcel Reich-Ranicki
- Józef Różański
- Roman Romkowski (wirklicher Name: Natan Grinszpan-Kikiel)
- Stanisław Radkiewicz
- Henryk Sokolak
- Józef Światło